# Паранюк Євген Михайлович
Євген Михайлович Паранюк (27 червня 1923, село Хмелівка Богородчанського району Івано-Франківської області — 22 березня 2015, Нью-Йорк) — український письменник та краєзнавець, меценат і дослідник української еміграції.
Був автором низки праць, присвячених краєзнавчим та етнографічним темам. Також видав кілька мемуарів і спогадів про українське культурне й літературне життя в американській діаспорі. Після проголошення незалежності України активно займався меценатською діяльністю, зокрема жертвував кошти й ресурси на розвиток українських бібліотек та книговидавництва.

## Біографія

### Раннє життя
Євген/Іван Паранюк народився 27 червня 1923 року на хуторі Кусник села Хмелівки (зараз територія Богородчанського району Івано-Франківської області) у сім′ї заможного селянина. У ранньому віці втратив матір.
У рідному селі закінчив шестирічну школу. Належав до різних патріотичних молодіжних організацій довоєнного часу. У 1937 році закінчив сільськогосподарські курси у Станіславі (тепер Івано-Франківськ) при товариствах «Сільський господар» і «Маслосоюз».
Восени 1941 року, незадовго після розгортання Другої світової війни на території СРСР, був змушений виїхати на примусові роботи до Німеччини. До 1942 року перебував на шахтах у Вестфалії, потім переїхав на заводи Карла Цайса у Судети. У 1943—1945 роках навчався на заочних мовознавчих курсах в Українському технічному господарському інституті у Чехії.
Після війни потрапив у табір «переміщених осіб» у Баварії. Там спілкувався із Юрієм Шевельовим, Іваном Багряним, Леонідом Полтавою та іншими відомими українцями.

### Еміграція у США та письменницька діяльність
З Німеччини у 1949 році Євген Паранюк на кораблі емігрував до Сполучених Штатів Америки.
У США Паранюк працював механіком-інструментальником на підприємствах з виробництва тонких механізмів у штатах Нью-Йорк і Нью-Джерсі. Також займався педагогічною діяльністю: давав приватні заняття із математики, музики та англійської мови. При цьому більше двох десятиліть працював на вахтерській службі у Нью-Йорку.
Паранюк багато років спілкувався із відомими українцями у галузі літератури, культури та релігії, зокрема Марком Антоновичем, Григорієм Китастим, Володимиром Кубійовичем, Євгеном Маланюком, Тодосем Осьмачкою, Уласом Самчуком, митрополитом Мстиславом, Ізидорою Косач-Борисовою (рідною сестрою Лесі Українки), Лео Молодожанином, Юрієм Стефаником (сином письменника Василя Стефаника), племінником Івана Франка та багатьма іншими.
Ці контакти згодом лягли в основу його літературної діяльності, зокрема його спогадів. Серед книг, які написав та видав Євген Паранюк — «Український Голівуд і Олександр Кошиць» (2002) та «Останні роки Івана Франка» (1998). Також Паранюк був автором чи співавтором кілька книг на краєзнавчу й етнографічну тематику; зокрема, «Від Хмелівки до Нью-Йорка» та «Хмелівка: події і люди» (2013).

### Діяльність у період незалежної України, меценатська діяльність
З початком незалежності України Євген Паранюк часто приїжджав до України та широко займався меценатською діяльністю. За словами його знайомих, він жертвував більшість своїх заощаджень на благодійну діяльність в Україні; при цьому усе життя жив у винайманій квартирі.
Серед іншого, Євген Паранюк жертвував цінну літературу українським бібліотекам, зокрема науковій бібліотеці Кам'янець-Подільського національного університету імені Івана Огієнка, Івано-Франківській державній універсальній науковій бібліотеці імені І. Франка, Прикарпатському національному університету ім. В. Стефаника та шкільним бібліотекам у Богородчанському районі. Євген Паранюк був також меценатом для видання кількох десятків українських праць із краєзнавства та етнографії.
Також Євген Паранюк брав участь у низці наукових конференцій в Україні, Чехії та інших країнах. Також був учасником Світового форуму українців у Києві і Першого світового конгресу гуцулів.
Помер 22 березня 2015 року у Нью-Йорку. Там тіло Євгена Паранюка було піддано кремації, а згодом, згідно із заповітом, урну із прахом поховано у Хмелівці.

## Вшанування пам'яті
Ще за життя Євгена Паранюка було видано кілька збірників праць, присвячених йому. Зокрема, у 2008 році у Кам'янці-Подільському пройшли міжнародні наукові читання, присвячені 85-річчю з дня народження Паранюка, а у 2013 році в Івано-Франківську був виданий збірник до 90-річчя діяча.
У 2018 і 2019 роках було проведено обласний краєзнавчо-літературний фестиваль імені Євгена Паранюка «Чуєш, брате, мій» у Хмелівці. Окрім цього, Івано-Франківська обласна організація Національної спілки краєзнавців України спільно із спадкоємцями Паранюка у 2015 році заснувала премію імені Євгена Паранюка для краєзнавців, котра вручається щорічно.